# Zákon o nástupnictví

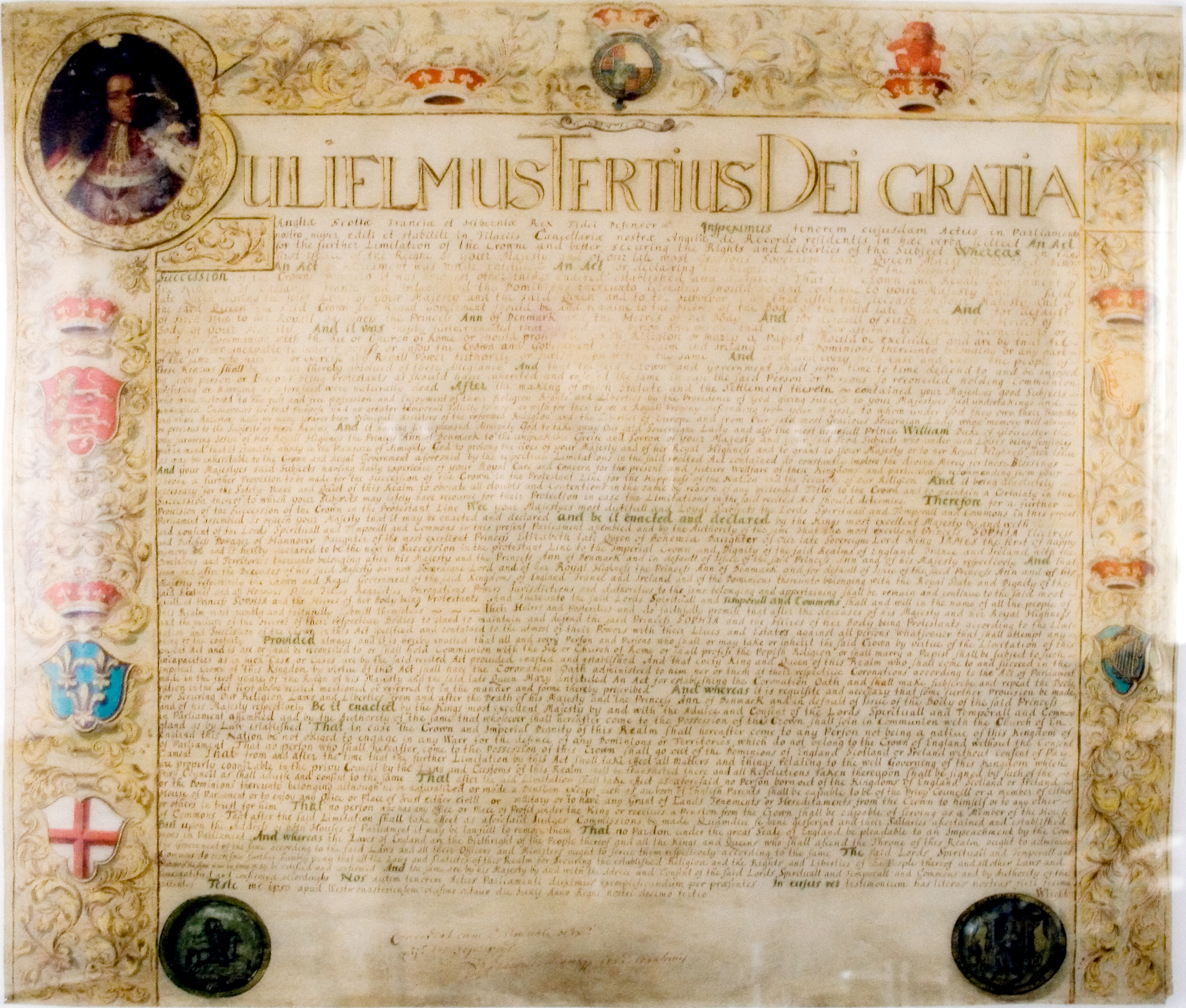
Kopie zákona o nástupnictví

Act of Settlement neboli zákon o nástupnictví byl přijat anglickým parlamentem roku 1701 (podle juliánského kalendáře r. 1700). Zákon nese oficiální název zákon o dalších omezeních Koruny a lepším zabezpečení práv a svobod poddaných; doplňuje Bill of Rights z roku 1689 a náleží do ústavního řádu Velké Británie, Austrálie, Kanady, Antiguy a Barbudy, Baham, Barbadosu, Belize, Grenady, Jamajky, Nového Zélandu, Papuy Nové Guineje, Svatého Kryštofa a Nevisu, Svaté Lucie, Svatého Vincence a Grenadin, Šalomounových ostrovů a Tuvalu.
Dodnes platný zákon stanoví pravidla nástupnictví na britský trůn, jakož i na trůn výše zmíněných států. Stanoví, že nárok na britský trůn mají jen potomci hannoverské kurfiřtky vdovy Žofie (1630–1714), dcery českého krále Fridricha Falckého a jeho manželky, anglické princezny Alžběty. Z nástupnictví jsou vyloučení ti, kdo jsou katolického vyznání („papeženci“) nebo kdo si vezmou za manžela katolíka.
Do roku 2013 se pořadí následnictví stanovovalo podle následujících pravidel:
- následníkem se mohou stát pouze osoby narozené v manželském svazku potomka kurfiřtky Žofie,
- pořadí se řídí zásadou mužské primogenitury – všichni synové mají přednost před dcerami (z tohoto důvodu je Princezna Anna v pořadí až za svými mladšími bratry, vévodou z Yorku a hrabětem z Wessexu, a všemi jejich dětmi),
- katolické vyznání nebo svatba s katolíkem vylučuje následnictví.

Zákon byl v pasáži zakazující nástupnictví tomu, kdo se ožení s katolíkem, pociťován jako anachronický. (Zákaz katolického vyznání samotného monarchy je odůvodněn tím, že monarcha je hlavou anglikánské církve.) Paradoxně např. nebyl z nástupnictví vyloučen ten, kdo by se oženil s muslimkou či buddhistkou, ale jen ten, kdo by se oženil s katoličkou. Změna zákona však byla obtížná mimo jiné proto, že zákon platil současně v mnoha státech a přijetí novely v jednom nebo v několika z těchto států by porušilo pravidla Commonwealthu a mohlo by vyvolat jiné pořadí nástupnictví.
Na summitu Společenství národů v Perthu se nicméně 28. října 2011 členské státy zavázaly přijmout vhodná opatření k zavedení absolutního prvorozenství, ukončit vyloučení osob v manželství s římskými katolíky a provést další změny v pravidlech nástupnictví. Uvedený závazek byl realizován v roce 2015 (ve Velké Británii se tak stalo prostřednictvím Zákona o následnictví koruny z roku 2013, který nabyl účinnosti 26. března 2015).